# Octodad
Octodad est un jeu vidéo indépendant mettant en scène un poulpe se faisant passer pour un humain, développé par des étudiants de l'Université DePaul et sorti en 2010 sur PC.
Le slogan du jeu est « Loving Father. Caring husband. Secret Octopus », ce qui pourrait se traduire par « Père Aimant. Époux Attentionné. Poulpe Secret ».
Une suite intitulée Octodad: Dadliest Catch est sortie sur PC et Mac en janvier 2014, avant d'être portée sur PlayStation 4, PlayStation Vita, Xbox One et Wii U.

## Synopsis
Le personnage principal est un père de famille que l'on suit dans ses tâches quotidiennes le jour de son anniversaire. Le jeu tire  son originalité de la nature du personnage principal : un poulpe qui s'efforce d'agir en être humain. Cependant, malgré son apparence, sa façon de parler, sa démarche, jamais sa famille (parfaitement humaine) ne semble y faire allusion. Les concepteurs du jeu n'ont toutefois pas omis d'inclure des éléments du domaine du psychologique visant à humaniser le héros. En effet, la peur logique de celui-ci, liée à sa condition de céphalopode, fait intervenir de manière récurrente le personnage d'un poissonnier particulièrement menaçant.

## Développement
Le jeu est développé par des étudiants de l'Université DePaul, à Chicago dans l'Illinois. Démarré en juin 2010, le jeu est conçu, prototypé et développé dans le but de pouvoir concourir à l'Independent Games Festival de 2011. Celui-ci se déroule à la Game Developers Conference de San Francisco.

## Remarques
Le jeu emprunte au groupe Dalmatian Rex and the Eigentones le titre Octopus, I Love You pour le générique de fin ainsi que pour la vidéo promotionnelle.

Le nom du jeu est la contraction de deux termes anglais : Octopus, qui signifie 'Poulpe', et Dad, qui signifie 'Papa'. Ainsi, le titre peut se traduire par Papapoulpe.